# Joeratsisch
Joeratsisch (Юраад хелед, Juraad cheled) is een dode Noord-Samojeedse taal in Rusland die werd gesproken door de Joeratsen op de toendra ten westen van de benedenloop van de rivier de Jenisej in West-Siberië, die uitstierf in het begin van de 19e eeuw. Historisch werd de taal gezien als dialect van het Joeraaks, een taal die nu bekend is als het Nenets. Mogelijk werd het Joeratsisch vervangen door het Toendra-Nenets dialect van het Nenets, dat zich oostwaarts uitbreidde in de 18e en 19e eeuw. Om deze reden zouden oostelijke sprekers van het Toendra-Nenets mogelijk hun basis kunnen hebben in het Joeratsisch. Eerder zouden er ook nog andere volken hebben gewoond, hetgeen zou blijken uit verklaringen van onderzoekers in de 17e eeuw. De Toendra-Nenetsen hebben hiervoor zelfs een apart woord.
De taal was mogelijk onderdeel van de groep van Enetstalen en kan worden gezien als een tussenvariant tussen het Nenets en Enets. Het werd ook wel aangeduid als Joeraaks, aangezien het door sommigen werd gezien als een afwijkend dialect van het Nenets. De basiskenmerken van het Joeratsisch hebben echter meer weg van het Enets.